# シロウト名鑑
『シロウト名鑑』（シロウトめいかん）は、2011年1月14日から9月23日まで金曜24:53 - 25:23（「バラエティ7」金曜後半枠）に、テレビ東京系で放送されていた深夜番組である。

## 概要
テレビ局にも不況の波が訪れ、製作費は少なくなる一方。そこで、ギャランティの発生しない いい感じの「シロウト」を探してタレント名鑑ならぬシロウト名鑑を作ろう、という趣旨で、毎回テーマに沿ったシロウトを探して歩く番組。

シロウトの名前は原則姓は非公表で名のみが公表される。顔出しもNGの場合は、顔部分にモザイクの代わりに『シ』などと表示されることがある。
メイン企画は、アイドルユニット「割れたチョコレート」の育成。通称「割れチョコ」。

当番組と全く無関係に開催されていた各所の事務所所属をかけたオーディションに落ちた素人の女の子をスカウトして集めた。

2011年9月23日をもって終了した。

## 出演者
- 宮藤官九郎
- 細川徹

共にバラエティ番組のレギュラーは初めてで構成も兼務している。また、この2名の他に毎回異なるゲストが加わる。

### ナレーター
- 五月女ケイ子

## イベント
- 割れたチョコレート握手会　（2011年8月4日書泉ブックタワー）
- シロウトフェスティバル'11　（2011年8月28日サンストリート亀戸）

## ネット局と放送時間
| 放送対象地域   | 放送局                | 系列           | 放送曜日・時間     | 備考      |
| -------------- | --------------------- | -------------- | ------------------ | --------- |
| 関東広域圏     | テレビ東京（TX）      | テレビ東京系列 | 金曜 24:53 - 25:23 | 制作局    |
| 北海道         | テレビ北海道（TVh）   | テレビ東京系列 | 木曜 25:00 - 25:30 | 34日遅れ  |
| 岡山県・香川県 | テレビせとうち（TSC） | テレビ東京系列 | 月曜 24:58 - 25:28 | 10日遅れ  |
| 福岡県         | TVQ九州放送（TVQ）    | テレビ東京系列 | 月曜 24:53 - 25:23 | 10日遅れ  |
| 奈良県         | 奈良テレビ（TVN）     | 独立UHF局      | 金曜 22:00 - 22:30 | 105日遅れ |

### 過去のネット局
- テレビ愛知（TVA） - 2011年4月27日に水曜 25:30 - 26:00で開始されたものの、6月29日で打ち切り。第1回～第9回まで放送。
- テレビ大阪（TVO） - 2011年4月1日から8月12日まで金曜深夜に放送していた。第1回から第27回まで。

## 主題歌
| # | 曲名               | 歌手         | 使用期間       |
| - | ------------------ | ------------ | -------------- |
| 1 | 情熱のうた         | カラーボトル | 2011年2・3月期 |
| 2 | Dearly             | auncia       | 2011年4月期    |
| 3 | Take Off           | SHAKE        | 2011年7・8月期 |
| 4 | 残酷な天使のテーゼ | SHAKE        | 2011年9月期    |

## スタッフ
- 構成・出演：宮藤官九郎・細川徹
- 構成：渡辺真也・大井洋一
- カメラ：宮本亜里
- 音声：田口翔
- 美術：金森明日香
- 編集：佐々木智司
- MA：小田嶋広貴
- 音響効果：小田切暁（278）
- スタイリスト：チヨ
- タイトルデザイン：MITSUOシーサー美術館×風とロック
- 技術協力：八峯テレビ・麻布プラザ
- 美術協力：テレビ東京アート
- 編成：走尾奈美絵
- 番宣：岡仁
- デスク：野中優・井口志津代
- AD：池田靖・阿部久美子・平田悠起
- ディレクター：橋本伸行・馬場良仁
- 演出：濱谷晃一
- プロデュース：五箇公貴・長坂まき子・太田兼仁
- 制作協力：BEE BRAIN
- 企画協力：大人計画
- 製作著作：テレビ東京